# Power Rangers: Samurai
A Power Rangers Szamuráj (eredeti cím: Power Rangers Samurai) egy amerikai televíziós sorozat, melynek 2011. február 7-én volt a premiere a Nickelodeonon.

## Szereplők

### Főszereplő (Samuráj csapat)
| Szerep                                  | Színész           | Magyar hang     |
| --------------------------------------- | ----------------- | --------------- |
| Jayden Shiba / Vörös Samurai Ranger     | Alex Heartman     | Gacsal Ádám     |
| Kevin / Kék Samurai Ranger              | Najee De-Tiege    | Czető Roland    |
| Mia Watanabe / Rózsaszín Samurai Ranger | Erika Fong        | Gulás Fanni     |
| Mike / Zöld Samurai Ranger              | Hector David Jr.  | Baradlay Viktor |
| Emily / Sárga Samurai Ranger            | Brittany Pirtle   | Molnár Ilona    |
| Antonio Garcia / Arany Samurai Ranger   | Steven Skyler     | ?               |
| Lauren Shiba / Vörös Samurai Ranger II  | Kimberly Crossman | ?               |

### Mellékszereplők
| Szerep                                      | Színész         | Magyar hang |
| ------------------------------------------- | --------------- | ----------- |
| Mentor Ji                                   | Rene Naufahu    | Holl Nándor |
| Farkas "Bulk" Bulkmeier                     | Paul Schrier    | ?           |
| Spike Skullovitch                           | Felix Ryan      | ?           |
| Serena                                      | Jacinda Stevens | ?           |
| Kevin apja                                  | Steven Smith    | ?           |
| Daisuke                                     | Grant McFarland | ?           |
| Jayden apja                                 | Steven A. Davis | ?           |
| Matthew                                     | Leand Macadaan  | ?           |
| Reece                                       | Chris Campbell  | ?           |
| Ryan                                        | Daniel Sewell   | ?           |
| Fisherman                                   | John Leigh      | ?           |
| Scott Truman / Ranger Operator Series Vörös | Tobias Reiss    | ?           |
| Cody                                        | Brook Alexander | ?           |
| Cody apja                                   | Aaron Ward      | ?           |
| Terry Watanabe                              | Jaever Santos   | ?           |
| Grand Shogun                                | Jim McLarty     | ?           |
| Chad                                        | Joshua Leys     | ?           |
| Noah                                        | Greg Padoa      | ?           |
| Eugene Skullovitch                          | Jason Narvy     | ?           |

### Gonosztevők
| Szerep         | Színész                   | Magyar hang  |
| -------------- | ------------------------- | ------------ |
| Master Xandred | Jeff Szusterman           | ?            |
| Dayu           | Kate Elliot Rugen Du Bray | Ősi Ildikó   |
| Octoroo        | Jeff Szusterman           | Szokol Péter |
| Deker          | Rick Medina               | ?            |
| Serrator       | Derek Judge               | ?            |
| General Gut    | John Dybvig               | ?            |
| Professor Cog  | Cameron Rhodes            | ?            |

## Magyar változat
A szinkront az ? készítette.
- Magyar szöveg:
- Vágó:
- Hangmérnök:
- Operatív vezető:
- Szinkronrendező:
- Produkciós vezető:

További magyar hangok:

## Évados áttekintés
| Évad | Évad | Részek száma | Részek száma | Eredeti sugárzás  | Eredeti sugárzás   | Eredeti adó | Magyar sugárzás     | Magyar sugárzás    | Magyar adó |
| Évad | Évad | Részek száma | Részek száma | Évadbemutató      | Évadzáró           | Eredeti adó | Évadbemutató        | Évadzáró           | Magyar adó |
| ---- | ---- | ------------ | ------------ | ----------------- | ------------------ | ----------- | ------------------- | ------------------ | ---------- |
|      | 1.   | 23           | 23           | 2011. október 15. | 2011. december 11. | Nickelodeon | 2011. október 8.    | n. a.              | n. a.      |
|      | 2.   | 22           | 22           | 2012. február 18. | 2012. december 15. | Nickelodeon | 2012. augusztus 11. | 2012. december 22. | n. a.      |

#### Power Rangers: Samurai (18.évad 2011)
| Sor. | Év. | Cím                                                     | Rendező          | Író                                                  | Premier                              |
| ---- | --- | ------------------------------------------------------- | ---------------- | ---------------------------------------------------- | ------------------------------------ |
| 701. | 1.  | "Származás", 1.rész (19.) ("Origins", Part I)           | Peter Salmon     | David Schneider & James W. Bates                     | 2011. október 15. 2012. március 17.  |
| 702. | 2.  | "Származás", 2.rész (20.) ("Origins", Part II)          | Peter Salmon     | Jill Donnellan & James W. Bates                      | 2011. október 22. 2012. március 17.  |
| 703. | 3.  | "Újra együtt a csapat" (1.) ("The Team Unites")         | Peter Salmon     | David Schneider & James W. Bates                     | 2011. február 7. 2011. október 8.    |
| 704. | 4.  | "Üzlet egy nighlokkal" (2.) ("Deal With a Nighlok")     | Luke Robinson    | Jill Donnellan & Jonathan Rosenthal                  | 2011. február 13. 2011. október 9.   |
| 705. | 5.  | "A szabadnap" (3.) ("Day Off")                          | Luke Robinson    | David Schneider & Jill Donnellan                     | 2011. február 20. 2011. október 16.  |
| 706. | 6.  | "A sértegetők" (4.) ("Sticks & Stones")                 | Luke Robinson    | Jill Donnellan & David Schneider                     | 2011. február 27. 2011. október 23.  |
| 707. | 7.  | "A Parton rekedt hal" (5.) ("A Fish Out of Water")      | Peter Salmon     | David Schneider & James W. Bates                     | 2011. március 6. 2012. január 15.    |
| 708. | 8.  | "Ott repül a menyasszony" (6.) ("There Go the Brides")  | Peter Salmon     | Jill Donnellan & Jonathan Rosenthal                  | 2011. március 13. 2011. november 8.  |
| 709. | 9.  | "Kék a rossz oldalon" (7.) ("I've Got a Spell on Blue") | Peter Salmon     | David Schneider & Jill Donnellan                     | 2011. március 20. 2011. október 30.  |
| 710. | 10. | "Erdőt a fáktól" (8.) ("Forest for the Trees")          | Jonathan Brough  | Jill Donnellan & Seth Walther                        | 2011. március 27. 2011. november 20. |
| 711. | 11. | "A vezér próbája" (9.) ("Test of the Leader")           | Jonathan Brough  | David Schneider & Samuel P. McLean                   | 2011. április 10. 2011. november 27. |
| 712. | 12. | "Jayden kihívása" (10.) ("Jayden's Challenge")          | Jonathan Brough  | Jill Donnellan & James W. Bates with David Schneider | 2011. április 17. 2011. december 4.  |
| 713. | 13. | "A váratlan látogató" (11.) ("Unexpected Arrival")      | Akihiro Noguchi  | David Schneider & Seth Walther                       | 2011. április 30. 2011. december 11. |
| 714. | 14. | "Jut hely még egynek" (12.) ("Room for One More")       | Akihiro Noguchi  | Jill Donnellan & Jonathan Rosenthal                  | 2011. május 7. 2011. december 18.    |
| 715. | 15. | "A kék és az arany" (13.) ("The Blue and the Gold")     | Akihiro Noguchi  | David Schneider & Jill Donnellan                     | 2011. május 14. 2011. december 25.   |
| 716. | 16. | "Csapatszellem" (14.) ("Team Spirit")                   | Jonathan Brough  | Billy Rueben & James W. Bates                        | 2011. május 21. 2012. január ?.      |
| 717. | 17. | "A Tengen Kapu" (15.) ("The Tengen Gate")               | Jonathan Brough  | David McDermott                                      | 2011. május 28. 2012. február 5.     |
| 718. | 18. | "Fekete Láda" (16.) ("Boxed In")                        | Jonathan Brough  | Seth Walther                                         | 2011. június 4. 2012. február 12.    |
| 719. | 19. | "Összetört álmok" (17.) ("Broken Dreams")               | Akihiro Noguchi  | Jill Donnellan                                       | 2011. október 1. 2012. február 19.   |
| 720. | 20. | "A végső párbaj" (18.) ("The Ultimate Duel")            | Akihiro Noguchi  | Jonathan Rosenthal                                   | 2011. október 8. 2012. április 1.    |
| 721. | 21. | "Party Monsters"                                        | Akihiro Noguchi  | James W. Bates & Amit Bhaumik                        | 2011. október 29.                    |
| 722. | 22. | Clash of the Red Rangers: The Movie                     | Jonathan Tzachor | James W. Bates                                       | 2011. november 26.                   |
| 723. | 23. | "Christmas Together, Friends Forever"                   | Jonathan Brough  | Jill Donnellan & Amit Bhaumik                        | 2011. december 10.                   |

#### Power Rangers: Super Samurai (19.évad 2012)
| Sor. | Év. | Cím                                                                             | Rendező                                     | Író                           | Premier                                |
| ---- | --- | ------------------------------------------------------------------------------- | ------------------------------------------- | ----------------------------- | -------------------------------------- |
| 724. | 1.  | "Szuper Samuraj" ("Super Samurai")                                              | Jonathan Brough                             | James W. Bates                | 2012. február 18. 2012. augusztus 11.  |
| 725. | 2.  | "Shell Játék" ("Shell Game")                                                    | Jonathan Brough                             | Seth Walther                  | 2012. február 25. 2012. augusztus 12.  |
| 726. | 3.  | "Kereskedő Helyek" ("Trading Places")                                           | Jonathan Brough                             | David McDermott               | 2012. március 3. 2012. augusztus 18.   |
| 727. | 4.  | "Valami Bűzlik" ("Something Fishy")                                             | Akihiro 'Yuji' Noguchi                      | Eugene Son                    | 2012. március 10. 2012. augusztus 19.  |
| 728. | 5.  | "A Megmentés" ("The Rescue")                                                    | Akihiro 'Yuji' Noguchi                      | Samuel P. McLean              | 2012. március 17. 2012. szeptember 1.  |
| 729. | 6.  | "A Bikazord" ("The Bullzord")                                                   | Akihiro 'Yuji' Noguchi                      | Mark Handler                  | 2012. március 27. 2012. szeptember 2.  |
| 730. | 7.  | "Ő nem Heavy Metálos, hanem az öcsém" ("He Ain't Heavy Metal; He's My Brother") | Nobuhiro Suzumura & Akihiro 'Yuji' Noguchi  | Kevin Rubio & David McDermott | 2012. március 31. 2012. szeptember 8.  |
| 731. | 8.  | "Kevin választása" ("Kevin's Choice")                                           | Peter Salmon                                | Jonathan Rosenthal            | 2012. április 7. 2012. szeptember 15.  |
| 732. | 9.  | "Mihaszna Spike" ("Runaway Spike")                                              | Peter Salmon                                | Jill Donnellan                | 2012. április 14. 2012. szeptember 22. |
| 733. | 10. | "Az éhenkórászok furcsa esete" ("The Strange Case of the Munchies")             | Akihiro Noguchi                             | Jill Donnellan                | 2012. április 21. 2012. szeptember 29. |
| 734. | 11. | "Ragadós Helyzet" ("A Sticky Situation")                                        | Peter Salmon                                | Seth Walther                  | 2012. április 28. 2012. október 6.     |
| 735. | 12. | "Bízz bennem" ("Trust Me")                                                      | Akihiro 'Yuji' Noguchi                      | Marc Handler                  | 2012. május 5. 2012. október 13.       |
| 736. | 13. | "A mester visszatér" ("The Master Returns")                                     | Akihiro 'Yuji' Noguchi                      | Samuel P. McLean              | 2012. május 12. 2012. október 20.      |
| 737. | 14. | "Egy repedés a világban" ("A Crack in the World")                               | Nobuhiro Suzumura & Akihiro 'Yuji' Noguchi  | Seth Walther                  | 2012. október 13. 2012. október 27.    |
| 738. | 15. | "A Sors ütése" ("Stroke of Fate")                                               | Nobuhiro Suzumura & AAkihiro 'Yuji' Noguchi | Amit Bhaumik                  | 2012. november 3.                      |
| 739. | 16. | "Tűzzel harcol tűz ellen" (17.) ("Fight Fire With Fire")                        | Akihiro 'Yuji' Noguchi                      | Marc Handler                  | 2012. november 10. 2012. november 17.  |
| 740. | 17. | "A Nagyok párbajoznak" (18.) ("The Great Duel")                                 | Akihiro 'Yuji' Noguchi                      | Jill Donnellan                | 2012. november 17. 2012. november 24.  |
| 741. | 18. | "Gonosz újjászületett" (19.) ("Evil Reborn")                                    | Akihiro 'Yuji' Noguchi                      | Seth Walther                  | 2012. november 24. 2012. december 1.   |
| 742. | 19. | "Lezáródó szimbólum" (20.) ("The Sealing Symbol")                               | Nobuhiro Suzumura & Akihiro 'Yuji' Noguchi  | Seth Walther                  | 2012. december 1. 2012. december 8.    |
| 743. | 20. | "Szamurájok mindörökké" (21.) ("Samurai Forever")                               | Nobuhiro Suzumura & Akihiro 'Yuji' Noguchi  | David McDermott               | 2012. december 8. 2012. december 15.   |
| 744. | 21. | "Csaló kényesztetés" (16.) ("Trickster Treat")                                  | Jonathan Tzachor                            | Michael Sorich                | 2012. október 27. 2012. november 10.   |
| 745. | 22. | "Megakadt karácsony" (22.) ("Stuck on Christmas")                               | Jonathan Brough                             | Jill Donnellan                | 2012. december 15. 2012. december 22.  |